# 多齿安蛛
多齿安蛛（学名：Anahita multidentata）为栉足蛛科安蛛属的动物。在中国大陆，分布于四川等地，一般栖息于草丛和稻田。该物种的模式产地在四川。